# Бремер (футбольный клуб)
«Бремер» (нем. Bremer SV) — немецкий профессиональный футбольный клуб из города Бремен, основанный в 1906 году. Выступает в Региональной лиге "Север". Домашние матчи проводит на стадионе «Панзенберг», вмещающем 5000 зрителей.

## История коллектива
Команда официально была основана 1 января 1906 года под названием  Bremer Ballspielverein „Sport“ (с нем. — «Бременский футбольный клуб „Спорт“»), или кратко BBV Sport. Первым президентом команды стал Вилли Венхольд. В 1920 году название команды было изменено на Bremer SV (Bremer Sport-Verein в переводе с нем. — «Бременский спортклуб»).
В 1919 году «Бремер» получил предложение от «Вердера» о трансфере своего игрока Тешмахера в стан «зелено-белых». Однако переход был заблокирован чиновниками из-за нарушения правил совершения трансферов, а «Вердер» получил турнирную дисквалификацию.
В 1907 году коллектив стал одним из основателей «Федерации бременских футбольных клубов».
В 1930-х и 1940-х годах клуб выступал в одной из региональных гаулиг, созданных нацистами.
После окончания Второй мировой войны коллектив стал частью новой Оберлиги Норд в 1947 году и бессменно играл там до тех пор, пока не вылетел оттуда в 1955 году. 
В 1952 году клуб ездил в турне по соседней ГДР, в рамках которого одержал пять побед и одну игру свел вничью.
В сезоне 1961\62 «Бремер» сумел вернуться в Оберлигу, однако вскоре снова выбыл в любительские соревнования. После образования Бундеслиги в 1963 году клуб в 1965 году вышел в Регионаллигу Норд, но вылетел два сезона спустя. 
На протяжении 1970-х и 1980-х годов команда с переменным успехом пыталась вновь выйти на профессиональный уровень, однако практически всегда покидала турниры через несколько сезонов. 
С 1981 года по настоящее время клуб является участником Бремен-Лиги. «Бремер» становился победителем турнира в сезонах 2013\14, 2014\15, 2015\16, 2018\19 и 2021\22  В сезоне 2021\22 клуб не потерпел ни одного поражения в турнире, выйдя тем самым впервые в своей истории в Региональную лигу "Север".

## Достижения клуба
В 1924 году на товарищеские матчи с «Бремером» приезжали швейцарский «Базель» и итальянский «Ювентус». В матче со швейцарцами хозяева поля уступили со счетом 2:3, а прошедшая днем позже встреча с туринским клубом закончилась уверенной победой «Бремера» со счетом 3:0.
В сезоне 2021/22 команда впервые с 1987 года участвовала в розыгрыше Кубка Германии, соперником «Бремера» стала мюнхенская «Бавария».
Из-за недостаточной вместимости домашней арены клуба, матч состоялся на «Везерштадионе», домашнем стадионе «Вердера».
Встреча в итоге завершилась со счетом 12:0 в пользу мюнхенцев, что стало вторым в истории результатом команды в кубковом турнире.
Согласно заявлению официального представителя клуба, «Бремер» продал на матч с «Баварией» более 8000 билетов. Помимо прочего, игра привлекла внимание к команде со стороны одной из крупных компаний, которая согласилась стать генеральным спонсором коллектива.

## Клуб и болельщики
Несмотря на довольно минимальные успехи, «Бремер» имеет весьма сильную поддержку со стороны болельщиков.
Главное объединение поклонников клуба носит название «Ich steh auf BSV-Klub» и традиционно находится в тесном взаимодействии с руководством коллектива. Вступительный взнос в фан-клуб составляет 19,06 €.
В 2020 и 2021 годах болельщики активно помогали команде собирать онлайн-архив клубной истории.

## Интересные факты
У клуба существует официальный девиз: «Не в Бундеслиге с 1962 года» (нем. Seit 1962 nicht in der Bundesliga).
Кроме того, в 1930-х годах при клубе была организована резервная команда, состоявшая из моряков торговых судов, совершавших международные поездки. Таким образом, «Бремер», сыграл матчи против клубов из таких городов как Антверпен, Порту, Севилья, Лиссабон и многие другие.

## Клубные титулы
Обладатель Кубка Бремена (8): 1979\80, 1984\85, 1985\86, 1990\91, 2013\14, 2014\15, 2015\16, 2020\21
Чемпион Бремен-Лиги (15): 1955\56, 1957\58, 1960\61, 1964\65, 1977\78, 1982\83, 1984\85, 1985\86, 2006\07, 2013\14, 2014\15, 2015\16, 2016\17, 2018\19, 2021\22.

## Экипировка и спонсоры
Официальным поставщиком игровой формы для клуба является британская компания «Umbro». Также спонсорскую поддержку команде оказывают корпорации «OTS Logistic» и «PTS Group».

## Академия и команда ветеранов
В «Бремере» развита система подготовки юных футболистов: существуют шесть мужских юниорских команд (до 19 лет, до 17 лет, до 15 лет, до 13 лет, до 11 лет и до 9 лет) и одна женская команда среди юниорок (до 15 лет). Взрослая женская команда клуба с сезона 2017/18 играет в высшей лиге чемпионата Бремена. Также имеются две мужские команды ветеранов (U40 и U50).

## Тренерский штаб и персонал
Бенджамин Эта — главный тренер
Ральф Фойгт — ассистент главного тренера
Себастьян Кмицик — ассистент главного тренера
Рафаэль Гигилинг — физиотерапевт
Лаура Феррера Трилло — физиотерапевт
Андреас Бееке — сопровождающий
Хартмут Биттерер — сопровождающий.